# Ischnus rhomboidalis
Ischnus rhomboidalis là một loài tò vò trong họ Ichneumonidae.